# Lignières-en-Vimeu
Lignières-en-Vimeu település Franciaországban, Somme megyében. Lakosainak száma 112 fő (2022. január 1.). Lignières-en-Vimeu Andainville, Aumâtre, Bermesnil, Foucaucourt-Hors-Nesle, Mouflières és Senarpont községekkel határos.

## Népesség
A település népességének változása:
| Lakosok száma | 114  | 112  | 113  | 111  | 112  | 113  | 113  | 112  | 112  |
|               | 2013 | 2015 | 2016 | 2017 | 2018 | 2019 | 2020 | 2021 | 2022 |